# Course en ligne féminine aux championnats du monde de cyclisme sur route 2023
La course en ligne féminine aux championnats du monde de cyclisme sur route 2023 a lieu le 13 août 2023 entre Balloch et Glasgow, au Royaume-Uni sur une distance de 154,1 kilomètres. Elle est remportée par la Belge Lotte Kopecky.

## Favoris
Après sa prestation au Tour de France, et ses victoires aux championnats du monde sur piste, Lotte Kopecky fait figure de grande favorite de la course. Les équipes des Pays-Bas avec Demi Vollering et d'Italie sont les plus fortes collectivement. Liane Lippert est également une potentielle vainqueur.

## Récit de la course
Chloé Dygert et Katarzyna Niewiadoma ne sont pas au départ. Il ne pleut pas durant la course. Eliška Kvasničková est la première échappée, mais cette attaque est un feu de paille. Un groupe dangereux se forme avec : Juliette Labous, Sanne Cant, Mischa Bredewold, Élise Chabbey, Kata Blanka Vas, Lizzie Deignan et Ashleigh Moolman-Pasio. Un regroupement général a lieu à cent kilomètres de l'arrivée. Kim Cadzow tente de sortir, sans succès. Dans la première ascension de la Montrose Street, Marlen Reusser place une attaque. Elle est suivie par Anna Henderson puis également par Élise Chabbey, Soraya Paladin, Riejanne Markus, Cecilie Uttrup Ludwig et Agnieszka Skalniak-Sójka. Tout revient dans l'ordre avant la fin du tour. À soixante-quatorze kilomètres de la ligne, Élise Chabbey sort seule. Son avance grandit progressivement, jusqu'à une minute trente à trente-huit kilomètres de la fin. L'équipe des Pays-Bas commence alors la poursuite. Kopecky attaque seule, mais est marquée. Annemiek van Vleuten attaque avec Silvia Persico, mais Lotte Kopecky est vigilante. Demi Vollering place une accélération franche, mais Kopecky est dans sa roue, le groupe se reforme. Cela réduit l'écart avec la Suissesse qui finit par être reprise alors que Van Vleuten est victime d'une creuvaison. Le groupe de tête est alors constitué de : Kopecky, Vollering, Uttrup Ludwig, Deignan, Christina Schweinberger, Reusser et donc Chabbey. Deignan et Schweinberger sortent. Reusser part en poursuite, suivie ensuite par Kopecky. Vollering est piégée alors qu'un quatuor de tête se forme. Néanmoins la coopération est mauvaise et Demi Vollering parvient à revenir sur la tête avec Uttrup Ludwig et Chabbey dans la roue. À huit kilomètres de la fin, Demi Vollering attaque mais semble être prise de crampe. Cecilie Uttrup Ludwig est la suivante à passer à l'offensive aux sept kilomètres. Elle est suivie dans un second temps par Kopecky. Cette dernière profite d'une ascension pour distancer la Danoise. Elle n'est plus reprise. Derrière, Vollering prend la médaille d'argent.

## Classement
| \| Classement général \| Classement général \| Classement général \| Classement général \| Classement général \| \| Coureuse \| Coureuse \| Pays \| Équipe \| Temps \| \| ------------------ \| ----------------------- \| ------------------ \| ------------------ \| ------------------ \| \| 1re \| Lotte Kopecky \| Belgique \| Belgique \| 4 h 02 min 12 s \| \| 2e \| Demi Vollering \| Pays-Bas \| Pays-Bas \| + 7 s \| \| 3e \| Cecilie Uttrup Ludwig \| Danemark \| Danemark \| + 7 s \| \| 4e \| Marlen Reusser \| Suisse \| Suisse \| + 12 s \| \| 5e \| Christina Schweinberger \| Autriche \| Autriche \| + 34 s \| \| 6e \| Lizzie Deignan \| Royaume-Uni \| Grande-Bretagne \| + 34 s \| \| 7e \| Elise Chabbey \| Suisse \| Suisse \| + 1 min 24 s \| \| 8e \| Annemiek van Vleuten \| Pays-Bas \| Pays-Bas \| + 2 min 48 s \| \| 9e \| Riejanne Markus \| Pays-Bas \| Pays-Bas \| + 3 min 51 s \| \| 10e \| Mavi García \| Espagne \| Espagne \| + 4 min 05 s \| |                         |             |                 |                 |
| |                         |             |                 |                 |
| Source : ProCyclingStats |                         |             |                 |                 |
| Classement général |                         |             |                 |                 |
| Coureuse | Coureuse                | Pays        | Équipe          | Temps           |
| 1re | Lotte Kopecky           | Belgique    | Belgique        | 4 h 02 min 12 s |
| 2e | Demi Vollering          | Pays-Bas    | Pays-Bas        | + 7 s           |
| 3e | Cecilie Uttrup Ludwig   | Danemark    | Danemark        | + 7 s           |
| 4e | Marlen Reusser          | Suisse      | Suisse          | + 12 s          |
| 5e | Christina Schweinberger | Autriche    | Autriche        | + 34 s          |
| 6e | Lizzie Deignan          | Royaume-Uni | Grande-Bretagne | + 34 s          |
| 7e | Elise Chabbey           | Suisse      | Suisse          | + 1 min 24 s    |
| 8e | Annemiek van Vleuten    | Pays-Bas    | Pays-Bas        | + 2 min 48 s    |
| 9e | Riejanne Markus         | Pays-Bas    | Pays-Bas        | + 3 min 51 s    |
| 10e | Mavi García             | Espagne     | Espagne         | + 4 min 05 s    |

## Liste des participantes
| N°  | Coureur                      | Pays             | Rang               |
| --- | ---------------------------- | ---------------- | ------------------ |
| 01  | Annemiek van Vleuten         | Pays-Bas         | 8e                 |
| 02  | Loes Adegeest                | Pays-Bas         | 45e                |
| 03  | Mischa Bredewold             | Pays-Bas         | 84e                |
| 04  | Riejanne Markus              | Pays-Bas         | 9e                 |
| 05  | Shirin van Anrooij *         | Pays-Bas         | 13e                |
| 06  | Demi Vollering               | Pays-Bas         | Médaille d'argent  |
| 07  | Marianne Vos                 | Pays-Bas         | 47e                |
| 08  | Lorena Wiebes                | Pays-Bas         | Abandon            |
| 09  | Elisa Balsamo                | Italie           | 29e                |
| 010 | Elena Cecchini               | Italie           | 30e                |
| 011 | Eleonora Gasparrini *        | Italie           | Abandon            |
| 012 | Barbara Guarischi            | Italie           | Abandon            |
| 013 | Soraya Paladin               | Italie           | 31e                |
| 014 | Silvia Persico               | Italie           | 12e                |
| 015 | Chiara Consonni              | Italie           | 20e                |
| 016 | Sanne Cant                   | Belgique         | 69e                |
| 017 | Julie De Wilde *             | Belgique         | 35e                |
| 018 | Justine Ghekiere             | Belgique         | 22e                |
| 019 | Marthe Goossens *            | Belgique         | 40e                |
| 020 | Lotte Kopecky                | Belgique         | Médaille d'or      |
| 021 | Marthe Truyen                | Belgique         | 66e                |
| 022 | Julie Van de Velde           | Belgique         | Abandon            |
| 023 | Grace Brown                  | Australie        | 24e                |
| 024 | Brodie Chapman               | Australie        | Abandon            |
| 025 | Lauretta Hanson              | Australie        | 23e                |
| 026 | Alexandra Manly              | Australie        | 57e                |
| 027 | Georgia Baker                | Australie        | Abandon            |
| 028 | Sarah Roy                    | Australie        | Abandon            |
| 029 | Amanda Spratt                | Australie        | Abandon            |
| 030 | Victoire Berteau             | France           | Abandon            |
| 031 | Aude Biannic                 | France           | Abandon            |
| 032 | Clara Copponi                | France           | Abandon            |
| 033 | Audrey Cordon-Ragot          | France           | 26e                |
| 034 | Cédrine Kerbaol *            | France           | Abandon            |
| 035 | Juliette Labous              | France           | 16e                |
| 036 | Léa Curinier *               | France           | 73e                |
| 037 | Elise Chabbey                | Suisse           | 7e                 |
| 038 | Elena Hartmann               | Suisse           | 70e                |
| 039 | Marlen Reusser               | Suisse           | 4e                 |
| 040 | Noemi Rüegg *                | Suisse           | Abandon            |
| 041 | Noëlle Rüetschi *            | Suisse           | 61e                |
| 042 | Linda Zanetti *              | Suisse           | Abandon            |
| 043 | Elizabeth Deignan            | Royaume-Uni      | 6e                 |
| 044 | Pfeiffer Georgi              | Royaume-Uni      | 28e                |
| 045 | Anna Henderson               | Royaume-Uni      | Abandon            |
| 046 | Elizabeth Holden             | Royaume-Uni      | Abandon            |
| 047 | Anna Shackley *              | Royaume-Uni      | 17e                |
| 048 | Claire Steels                | Royaume-Uni      | 59e                |
| 049 | Ricarda Bauernfeind          | Allemagne        | 67e                |
| 050 | Romy Kasper                  | Allemagne        | 37e                |
| 051 | Franziska Koch               | Allemagne        | 52e                |
| 052 | Liane Lippert                | Allemagne        | 19e                |
| 053 | Antonia Niedermaier *        | Allemagne        | 74e                |
| 054 | Linda Riedmann *             | Allemagne        | 44e                |
| 055 | Marta Jaskulska              | Pologne          | Abandon            |
| 056 | Karolina Kumięga             | Pologne          | 41e                |
| 057 | Marta Lach                   | Pologne          | 21e                |
| 058 | Katarzyna Niewiadoma         | Pologne          | Forfait            |
| 059 | Agnieszka Skalniak-Sójka     | Pologne          | 14e                |
| 060 | Dominika Włodarczyk *        | Pologne          | 43e                |
| 061 | Solbjørk Minke Anderson *    | Danemark         | Abandon            |
| 062 | Amalie Dideriksen            | Danemark         | Abandon            |
| 063 | Marita Jensen                | Danemark         | Abandon            |
| 064 | Emma Norsgaard Jørgensen     | Danemark         | Abandon            |
| 065 | Rebecca Koerner              | Danemark         | Abandon            |
| 066 | Cecilie Uttrup Ludwig        | Danemark         | Médaille de bronze |
| 067 | Chloé Dygert                 | États-Unis       | Forfait            |
| 068 | Heidi Franz                  | États-Unis       | Abandon            |
| 069 | Megan Jastrab *              | États-Unis       | 36e                |
| 070 | Coryn Labecki                | États-Unis       | Abandon            |
| 071 | Skylar Schneider             | États-Unis       | Abandon            |
| 072 | Lauren Stephens              | États-Unis       | 18e                |
| 073 | Lily Williams                | États-Unis       | Abandon            |
| 074 | Olivia Baril                 | Canada           | 34e                |
| 075 | Simone Boilard               | Canada           | 32e                |
| 076 | Maggie Coles-Lyster          | Canada           | 63e                |
| 077 | Alison Jackson               | Canada           | 33e                |
| 078 | Sara Poidevin                | Canada           | 83e                |
| 079 | Sarah Van Dam *              | Canada           | 46e                |
| 080 | Sandra Alonso                | Espagne          | 49e                |
| 081 | Mavi García                  | Espagne          | 10e                |
| 082 | Sheyla Gutiérrez             | Espagne          | Abandon            |
| 083 | Sara Martín                  | Espagne          | Abandon            |
| 085 | Alba Teruel                  | Espagne          | Abandon            |
| 086 | Kim Cadzow *                 | Nouvelle-Zélande | 78e                |
| 087 | Michaela Drummond            | Nouvelle-Zélande | Abandon            |
| 088 | Niamh Fisher-Black           | Nouvelle-Zélande | 55e                |
| 089 | Ally Wollaston *             | Nouvelle-Zélande | Abandon            |
| 090 | Ella Wyllie *                | Nouvelle-Zélande | 51e                |
| 091 | Frances Janse van Rensburg * | Afrique du Sud   | Abandon            |
| 092 | Tiffany Keep                 | Afrique du Sud   | Abandon            |
| 093 | Maude Elaine le Roux         | Afrique du Sud   | Abandon            |
| 094 | Ashleigh Moolman             | Afrique du Sud   | 15e                |
| 095 | Hayley Preen                 | Afrique du Sud   | Abandon            |
| 096 | Zanri Rossouw                | Afrique du Sud   | Forfait            |
| 097 | Leila Gschwentner *          | Autriche         | Abandon            |
| 099 | Carina Schrempf              | Autriche         | 48e                |
| 100 | Christina Schweinberger      | Autriche         | 5e                 |
| 101 | Kathrin Schweinberger        | Autriche         | 38e                |
| 102 | Elisa Winter *               | Autriche         | Abandon            |
| 103 | Katrine Aalerud              | Norvège          | Abandon            |
| 104 | Marte Berg Edseth            | Norvège          | 85e                |
| 105 | Malin Eriksen                | Norvège          | Abandon            |

| N°  | Coureur                      | Pays                      | Rang    |
| --- | ---------------------------- | ------------------------- | ------- |
| 106 | Ingvild Gåskjenn             | Norvège                   | Abandon |
| 107 | Amalie Lutro                 | Norvège                   | 76e     |
| 108 | Julia Borgström *            | Suède                     | 86e     |
| 109 | Emilia Fahlin                | Suède                     | 58e     |
| 110 | Jenny Rissveds               | Suède                     | Forfait |
| 111 | Sofiya Karimova *            | Ouzbékistan               | Abandon |
| 112 | Nafosat Kozieva              | Ouzbékistan               | Abandon |
| 113 | Yanina Kuskova *             | Ouzbékistan               | 77e     |
| 114 | Margarita Misyurina *        | Ouzbékistan               | Abandon |
| 115 | Olga Zabelinskaïa            | Ouzbékistan               | Abandon |
| 116 | Eugenia Bujak                | Slovénie                  | 54e     |
| 117 | Urša Pintar                  | Slovénie                  | Abandon |
| 118 | Urška Žigart                 | Slovénie                  | Abandon |
| 119 | Arlenis Sierra               | Cuba                      | 53e     |
| 120 | Andrea Alzate                | Colombie                  | Abandon |
| 121 | Paula Patiño                 | Colombie                  | 27e     |
| 122 | Diana Peñuela                | Colombie                  | 81e     |
| 123 | Julia Biryukova              | Ukraine                   | Abandon |
| 124 | Olha Kulynych                | Ukraine                   | 80e     |
| 125 | Olga Shekel                  | Ukraine                   | Abandon |
| 126 | Kristýna Burlová *           | Tchéquie                  | Abandon |
| 127 | Eliška Kvasničková *         | Tchéquie                  | 62e     |
| 128 | Tereza Neumanová             | Tchéquie                  | 56e     |
| 129 | Nina Berton *                | Luxembourg                | Abandon |
| 130 | Christine Majerus            | Luxembourg                | Abandon |
| 131 | Marie Schreiber *            | Luxembourg                | 60e     |
| 132 | Anniina Ahtosalo *           | Finlande                  | Abandon |
| 134 | Diane Ingabire *             | Rwanda                    | Abandon |
| 135 | Jazilla Mwamikazi *          | Rwanda                    | Abandon |
| 136 | Xaverine Nirere *            | Rwanda                    | Abandon |
| 137 | Chaniporn Batriya            | Thaïlande                 | Abandon |
| 138 | Kamonrada Khaoplot *         | Thaïlande                 | Abandon |
| 139 | Jiajun Sun                   | Chine                     | Abandon |
| 140 | Xin Tang *                   | Chine                     | Abandon |
| 141 | Luyao Zeng                   | Chine                     | 65e     |
| 142 | Catalina Soto *              | Chili                     | Abandon |
| 143 | Daniela Campos *             | Portugal                  | Abandon |
| 144 | Vera Vilaca                  | Portugal                  | Abandon |
| 145 | Blanka Vas *                 | Hongrie                   | 11e     |
| 146 | Petra Zsankó *               | Hongrie                   | Abandon |
| 147 | Aurélie Halbwachs            | Maurice                   | Abandon |
| 148 | Raphaëlle Lamusse            | Maurice                   | Abandon |
| 149 | Kimberley Le Court de Billot | Maurice                   | 64e     |
| 150 | Jelena Erić                  | Serbie                    | 25e     |
| 151 | Nesrine Houili *             | Algérie                   | Abandon |
| 152 | Monique du Plessis *         | Namibie                   | Abandon |
| 153 | Melissa Hinz                 | Namibie                   | Abandon |
| 154 | Ana Vitória Magalhães        | Brésil                    | Abandon |
| 155 | Nora Jenčušová *             | Slovaquie                 | Abandon |
| 156 | Rotem Gafinovitz             | Israël                    | Abandon |
| 157 | Nofar Maoz *                 | Israël                    | Abandon |
| 158 | Ayustina Delia Priatna       | Indonésie                 | Abandon |
| 159 | Safia Al Sayegh *            | Émirats arabes unis       | Abandon |
| 160 | Rasa Leleivytė               | Lituanie                  | 71e     |
| 161 | Faina Potapova               | Kazakhstan                | Abandon |
| 162 | Rinata Sultanova             | Kazakhstan                | Abandon |
| 163 | Makhabbat Umutzhanova        | Kazakhstan                | Abandon |
| 164 | Lee Sze Wing *               | Hong Kong                 | Abandon |
| 165 | Leung Wing Yee               | Hong Kong                 | 72e     |
| 166 | Yang Qianyu                  | Hong Kong                 | Abandon |
| 167 | Megan Armitage               | Irlande                   | 79e     |
| 168 | Lara Gillespie *             | Irlande                   | 68e     |
| 169 | Alice Sharpe                 | Irlande                   | Abandon |
| 170 | Ántri Christofórou           | Chypre                    | Abandon |
| 171 | Akari Kobayashi *            | Japon                     | Abandon |
| 172 | Eri Yonamine                 | Japon                     | 42e     |
| 173 | Gladys Grikpa Tombrapa       | Nigeria                   | Abandon |
| 174 | Mary Samuel *                | Nigeria                   | Abandon |
| 175 | Ese Lovina Ukpeseraye        | Nigeria                   | Abandon |
| 176 | Lilibeth Chacón              | Venezuela                 | 75e     |
| 177 | Vanessa Santeliz             | Venezuela                 | Abandon |
| 178 | Anastasia Carbonari          | Lettonie                  | 39e     |
| 179 | Dana Rožlapa                 | Lettonie                  | Abandon |
| 180 | Agua Marina Espínola         | Paraguay                  | Abandon |
| 181 | Raja Chakir *                | Maroc                     | Abandon |
| 182 | Skye Davidson                | Zimbabwe                  | Abandon |
| 183 | Helen Mitchell               | Zimbabwe                  | Abandon |
| 184 | Aikaterini Eleftheriadou     | Grèce                     | Abandon |
| 185 | Ebtissam Zayed               | Égypte                    | Abandon |
| 186 | Caitlin Conyers              | Bermudes                  | Abandon |
| 187 | Yareli Acevedo *             | Mexique                   | Abandon |
| 188 | Marcela Prieto               | Mexique                   | 82e     |
| 189 | Andrea Ramírez               | Mexique                   | Abandon |
| 190 | Teniel Campbell              | Trinité-et-Tobago         | 50e     |
| 191 | Faranak Parto Azar           | Iran                      | Abandon |
| 192 | Miryam Núñez                 | Équateur                  | Abandon |
| 193 | Silja Jóhannesdóttir         | Islande                   | Abandon |
| 194 | Hafdís Sigurðardóttir        | Islande                   | Abandon |
| 195 | Kristin Edda Sveinsdóttir    | Islande                   | Abandon |
| 196 | Dunja Ivanova                | Macédoine du Nord         | Abandon |
| 197 | Elena Petrova                | Macédoine du Nord         | Abandon |
| 198 | Fariba Hashimi *             | Afghanistan               | Abandon |
| 199 | Yulduz Hashimi               | Afghanistan               | Abandon |
| 200 | Zahra Rezayee *              | Afghanistan               | Abandon |
| 201 | Olympia Maduro Fahie         | Îles Vierges britanniques | Abandon |
| 202 | Luciana Roland               | Argentine                 | Abandon |
| 203 | Anabel Yapura                | Argentine                 | Abandon |
| 204 | Selam Ahama Gerefiel         | Éthiopie                  | Abandon |
| 205 | Bucumi Beolyne *             | Burundi                   | Abandon |
| 206 | Rukundo Emmanuella *         | Burundi                   | Abandon |
| 207 | Julia Mirigu                 | Kenya                     | Abandon |
| 208 | Florence Nakagwa *           | Ouganda                   | Abandon |
| 209 | Fanny Cauchois One *         | Laos                      | Abandon |
| 210 | Awa Bamogo                   | Burkina Faso              | Abandon |